# Łazy (ville)
Pour les articles homonymes, voir Łazy.
Łazy est une ville de la voïvodie de Silésie et du powiat de Zawiercie. Elle est le siège de la gmina de Łazy ; elle s'étend sur 8,60 km² et comptait 7 133 habitants en 2010.